# Патриархат Александрии Коптской (католический)
Патриархат Александрии Коптской (лат. Patriarchatus Alexandrinus Coptorum) — патриархат Коптской католической церкви. Патриархат Александрии распространяет свою юрисдикцию на верующих Коптской католической церкви, проживающих по всему миру. В Патриархат Александрии Коптской входят епархии Александрии, Асьюта, Гизы, Исмаилии, Луксора, Сохага, Эль-Миньи. Патриарх Александрии Коптской носит титул «Его Блаженство — Патриарх Александрии». Собственной епархией Патриарха Александрии Коптской является Александрийская епархия.

## История
В 1741 году коптский епископ Иерусалима Афанасиос Амба вместе с небольшой общиной численностью около двух тысяч верующих перешёл в Католическую церковь. Римский папа Бенедикт XIV назначил Амбу Афанасиоса апостольским викарием этой общины. В 1744 году Афанасиос Амба вернулся в Коптскую православную церковь и после него апостольским викарием был назначен священник Юстус Мараджи. 20 марта 1815 года Римский папа Пий VII издал бреве Officium Apostolatus, которым возвёл в епископский сан священника Матфея Риджета.
15 августа 1824 года Римский папа Лев XII издал буллу Petrus Apostolorum, которой учредил Патриархат для верующих Коптской католической церкви, которым до 1895 года управляли апостольские викарии. Создание патриархата было формальным и Святой Престол не назначал епископа для коптов-католиков. В 1839 году был учреждён латинский апостольский викариат Аравии и Египта (сегодня — Апостольский викариат Александрии Египетской) и католики-копты были поручены его юрисдикции.
15 марта 1895 года Римский папа Лев XIII возвёл в должность апостольского викария Патриархата священника Георгия Макария, который принял имя Кирилл с титулом «епископ Кесарии Филипповой». Через некоторое время епископ Кирилл прибыл в Рим с группой паломников и просил Римского папу Льва XIII назначить патриарха для Коптской католической церкви.
26 ноября 1895 года Римский папа Лев XIII издал буллу Christi Domini, которой воссоздал Патриархат для верующих Коптской католической церкви с названием «Патриархат Александрии Коптской». Резиденцией Патриархата стал Каир. Патриархату подчинялись две новые епархии с названиями «Великая Гермопольская епархия» с центром в городе Эль-Минья (250 км к югу от Каира) и «Фивская епархия» с центром в городе Тахта (сегодня — Сохаг). Верующих Коптской католической церкви в это время насчитывалось около пяти тысяч человек. В 1907 году коптов-католиков насчитывалось около пятнадцати тысяч человек и в 1959 году — около 81 тысяч человек.
В 1898 году в Каире состоялся Синод, который принял Каноническое право Коптской католической церкви. Первым патриархом был назначен епископ Кесарии Филипповой Кирилл. В 1908 году он ушёл в отставку и вернулся в Коптскую православную церковь. Кафедра Патриархата Александрии Коптской оставалась вакантной и Коптской католической церковью управлял апостольский викарий до 10 августа 1947 года, когда патриархом был назначен Марк II Хузам.
Патриарх Александрии Коптской является членом Совета католических епископов Востока.

## Ординарии

### Апостольские викарии
- епископ Афанасиос (1741—1744);
  - священник Justus Maraghi (1744—1749);
- епископ Jean Farargi (1781—1788);
- епископ Mathieu Righet (21.04.1788 — 1822);
- епископ Maximus Givaid (15.08.1824 — 30.08.1831) — с титулом патриарха;
- епископ Théodore Abou-Karim (22.06.1832 — 28.09.1855);
- епископ Athanase Khouzan (2.10.1855 — 17.02.1864);
- епископ Agabio (Agapios) Bsciai (Bishai) (3.02.1866 — 1878);
  - священник Antoun di Marco (Morcos) (1878—1887);
  - священник Antoun Nabad (1887—1889);
  - священник Simon Barraia (август 1889 — декабрь 1892);
  - священник Antoun Kabes (декабрь 1892—1895);
- епископ Kyrillos Makarios (18.03.1895 — 19.06.1899) — назначен патриархом.

## Источник
- Annuario Pontificio, Libreria Editrice Vaticana, Città del Vaticano, 2003, ISBN 88-209-7422-3
- Бреве Apostolatus officium, Raffaele de Martinis, Iuris pontificii de propaganda fide. Pars prima, Tomo IV, Romae 1891, стр. 527  (лат.)
- https://archive.org/stream/iurispontificii00martgoog#page/n667/mode/1up Булла Petrus Apostolorum], Raffaele de Martinis, Iuris pontificii de propaganda fide. Pars prima, Tomo IV, Romae 1891, стр. 649  (лат.)
- Булла Christi Domini, ASS 28 (1895-96), стр. 257  (лат.)